# Municipio de Cambridge (Pensilvania)
El municipio de Cambridge (en inglés: Cambridge Township) es un municipio ubicado en el condado de Crawford en el estado estadounidense de Pensilvania. En el año 2000 tenía una población de 1486 habitantes y una densidad poblacional de 27 personas por km². Se encuentra al noroeste del estado, a poca distancia al sur del lago Erie.

## Geografía
El municipio de Cambridge se encuentra ubicado en las coordenadas 41°47′00″N 80°02′59″O / 41.78333, -80.04972.

## Demografía
Según la Oficina del Censo en 2000 los ingresos medios por hogar en la localidad eran de $44,500 y los ingresos medios por familia eran de $50,104. Los hombres tenían unos ingresos medios de $36,389 frente a los $25,083 para las mujeres. La renta per cápita de la localidad era de $19,500. Alrededor del 7,8% de la población estaba por debajo del umbral de pobreza.